# Bobovyšče (Ukrajina)
Bobovišče, česky Boboviště, ukrajinsky Бобовище, maďarsky Borhalom, je obec v ivanovecké venkovské komunitě (hromadě), v mukačevském okrese Zakarpatské oblasti Ukrajiny. V roce 2025 zde žilo 1612 obyvatel.

## Části obce
- Bobovišče
  - Fejerahošton, ukrajinsky Феєрагоштон
  - Sotolec, ukrajinsky Сотолець
  - Male Bobovyšče, ukrajinsky Мале Бобовище
- Hrybivci
- Ilkivci[2]

## Historie
První písemná zmínka pochází z roku 1360. Do uzavření Trianonské smlouvy byla obec součástí Uherska, poté (pod názvem Boboviště) byla součástí Československa. V roce 1921 zde stálo 171 domů a žilo zde 850 obyvatel, z toho 796 Rusínů, 6 Maďarů a 34 Židů. Od roku 1945 byla obec součástí Ukrajinské sovětské socialistické republiky, která byla součástí SSSR, a nakonec od roku 1991 je součástí samostatné Ukrajiny.